# Deracanthella aranea
Deracanthella aranea is een rechtvleugelig insect uit de familie sabelsprinkhanen (Tettigoniidae). De wetenschappelijke naam van deze soort is voor het eerst geldig gepubliceerd in 1833 door Fischer von Waldheim.